# Terratrèmol de 1999 a Armenia, Colombia
El terratrèmol d'Armenia, Colòmbia de 1999 es va produir el 25 de gener de 1999 a les 13:19 amb un epicentre a 40 km a l'oest-sud-oest d'Ibagué, Colòmbia. El cop va afectar molt la ciutat d'Armènia, al departament del Quindío, i unes 18 ciutats i 28 pobles més dels departaments de la regió de l'Eix Cafeter de Colòmbia i, en menor grau, les ciutats de Pereira i Manizales. El terratrèmol va tenir una magnitud de 6,2 a l'escala de magnitud de moment i va ser el terratrèmol més fort que havia colpejat Colòmbia en 16 anys.

## Causa
Aquesta zona té un alt risc sísmic ben conegut, a causa de la triple unió que es produeix a l'angle nord-oest de la placa sud-americana on convergeixen les plaques de Nazca, Cocos i Pacífic. Al voltant del 60% de les estructures mal dissenyades existents a Armènia es van esfondrar a causa de l'elevat nombre d'estructures antigues, construïdes sense requisits tècnics i la manca d'estudis urbanístics i de sòl.

## Danys
El terratrèmol va afectar la regió cafetera de Colòmbia i va enderrocar torres, hotels i esglésies històriques d'Armènia. La majoria dels edificis que es van esfondrar eren vells i mal construïts, o es van construir en sòls pobres, com ara abocadors antics o pendents pronunciats. Les estructures més noves, en la seva majoria, van sobreviure intactes a causa dels codis de construcció establerts el 1984. La part més afectada del país van ser les capitals regionals d'Armènia i Pereira. A Armènia, uns 16 km al sud de l'epicentre, van caure cases d'una planta.
El cop principal va produir una estimació aproximada de víctimes d'unes 1.000 persones. La primera rèplica (17:40) va produir un nombre encara indeterminat de víctimes entre la gent que intentava treure els seus béns de les estructures semiesfondrades. Els cadàvers que van ser recuperats van ser traslladats al paranimf local de la Universitat del Quindío per ser identificats pels seus familiars. Com que els serveis forenses estaven fora, molts d'ells no podien ser reconeguts i foren enterrats en tombes comunes.
Les estructures de molts hospitals van quedar malmeses i els recursos disponibles per a l'assistència sanitària eren insuficients fins i tot abans de l'esdeveniment. A més, la zona tenia plans de reacció limitats en cas de desastres i poca experiència amb el triatge. Com a conseqüència, l'atenció a les víctimes va ser caòtica. A la resta de centres sanitaris de la ciutat es van atendre unes 4.000 persones amb lesions de diversos graus. Un nombre indeterminat de víctimes ferides (moltes d'elles no identificades) van ser transportades en avió a diferents ciutats (principalment Bogotà, Medellín i Cali) i fora del país.
Es calcula que el nombre de persones desaparegudes a conseqüència del terratrèmol va ser de prop de 3.900. Alguns factors que han implicat la desaparició d'aquestes persones són els problemes de seguretat pels disturbis, l'enfonsament de comunicacions i carreteres, la falta de coordinació dels cossos de rescat, l'enviament de les víctimes ferides i la identificació dels cadàvers. Principalment, els ferits dels terratrèmols es van produir per l'ensorrament d'edificis que van trencar ossos, van causar contusions, contusions, talls i moltes més ferides.

## Les rèpliques
Un xoc es va produir a les 15:40 (22:40 UTC) amb una magnitud de 5,4 a l'escala de Richter. Altres rèpliques que van provocar pànic entre els habitants van ser el 29 de gener a les 23:33 (M4.2) i el 31 de gener a les 03:03 (M3.5)

## Resposta
Les autoritats colombianes van imposar un toc de queda des de l'alba fins al capvespre per permetre als treballadors de rescat treballar sense obstacles. El saqueig es va estendre a Armènia després que els residents, pertorbats pel lent moviment de l'esforç de socors, van irrompre a les botigues d'aliments i van robar subministraments. Aleshores, el president colombià Andrés Pastrana va ajornar un viatge a Alemanya per assistir a una reunió del Banc Mundial per veure ell mateix la destrucció. Més tard va haver d'enviar soldats a la zona afectada per restablir l'ordre.

## Conseqüències
La principal activitat econòmica de la regió, la indústria del cafè colombià es va veure molt afectada. Unes 8.000 finques de cafè van ser destruïdes totalment o parcialment, i 13.000 estructures de diversos tipus d'empreses i indústries van quedar danyades i van quedar temporalment o permanentment fora de servei. Els bancs i les entitats financeres no van poder dispensar diners durant diverses setmanes.
El gener de 2002 es va acabar la nova comunitat del Cantaro. Moltes de les 125 famílies que es van reunir per celebrar la finalització de les seves cases van ser escollides entre les més necessitades. Més avall de la riera homònima es va crear un parc ecològic.